# Urupuyu
Urupuyu Ruiz & Maddison, 2015 è un genere di ragni appartenente alla famiglia Salticidae.

## Distribuzione
Le 3 specie sono state reperite in Ecuador.

## Tassonomia
Per la descrizione delle caratteristiche di questo genere sono stati esaminati gli esemplari tipo di U. antisana Ruiz & Maddison, 2015.
Non sono stati esaminati esemplari di questo genere dal 2017.
Attualmente, a gennaio 2022, si compone di 3 specie:
- Urupuyu antisana Ruiz & Maddison, 2015[2] — Ecuador
- Urupuyu edwardsi Ruiz & Maddison, 2015 — Ecuador
- Urupuyu occidentale Ruiz & Maddison, 2015 — Ecuador